# 卡贡乡 (察雅县)
卡贡乡，是中华人民共和国西藏自治区昌都市察雅县下辖的一个乡镇级行政单位。

## 行政区划
卡贡乡下辖以下地区：
金多村、宾果村、邓学村、莫日村、依热村、卡贡村、村帮村和索赤村。